# Fontaine-lès-Vervins
Fontaine-lès-Vervins är en kommun i departementet Aisne i regionen Hauts-de-France i norra Frankrike. Kommunen ligger  i kantonen Vervins som ligger i arrondissementet Vervins. År 2022 hade Fontaine-lès-Vervins 866 invånare.

## Befolkningsutveckling
Antalet invånare i kommunen Fontaine-lès-Vervins
Referens: INSEE